# Sjezdovka

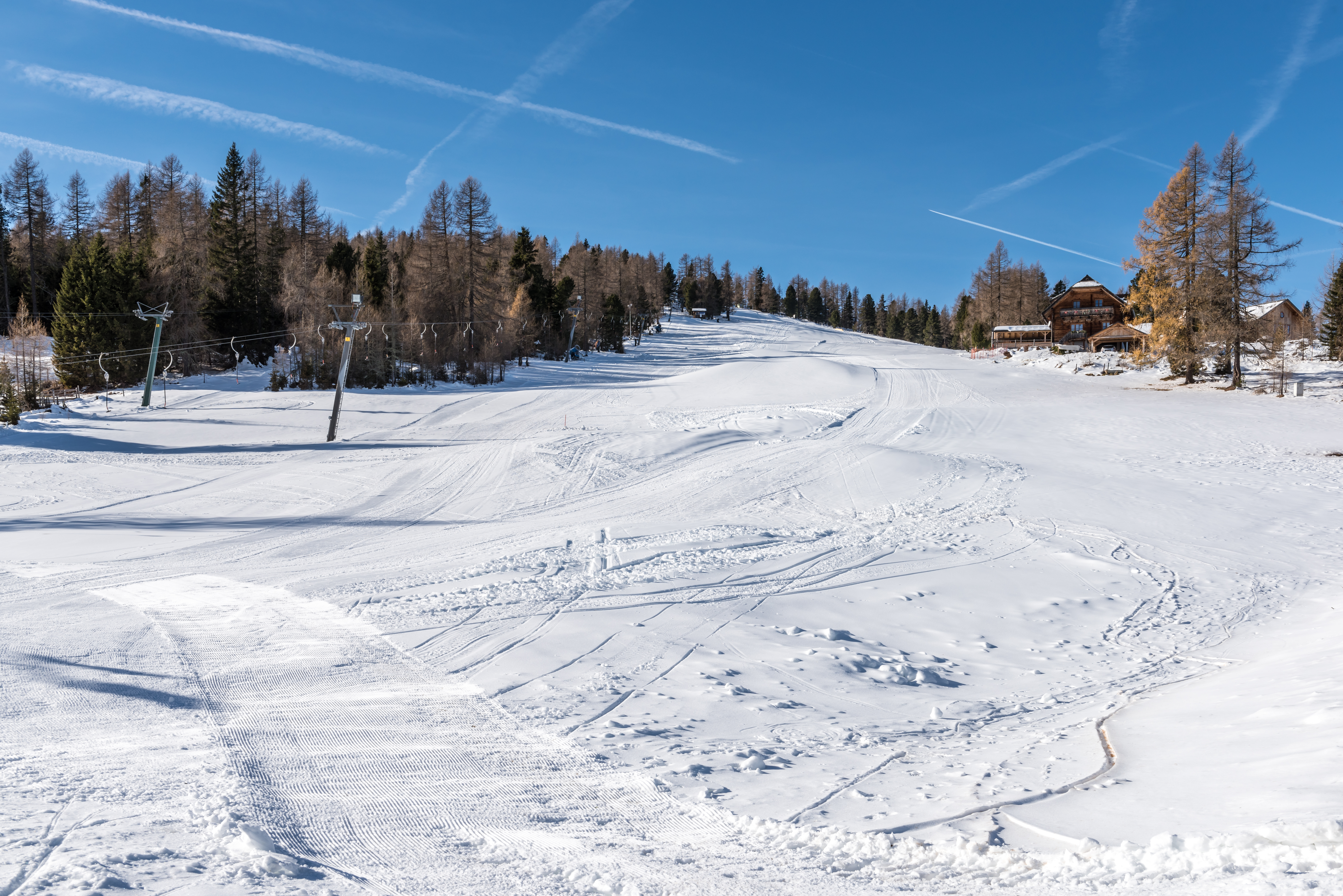
Upravená sjezdovka v Rakousku

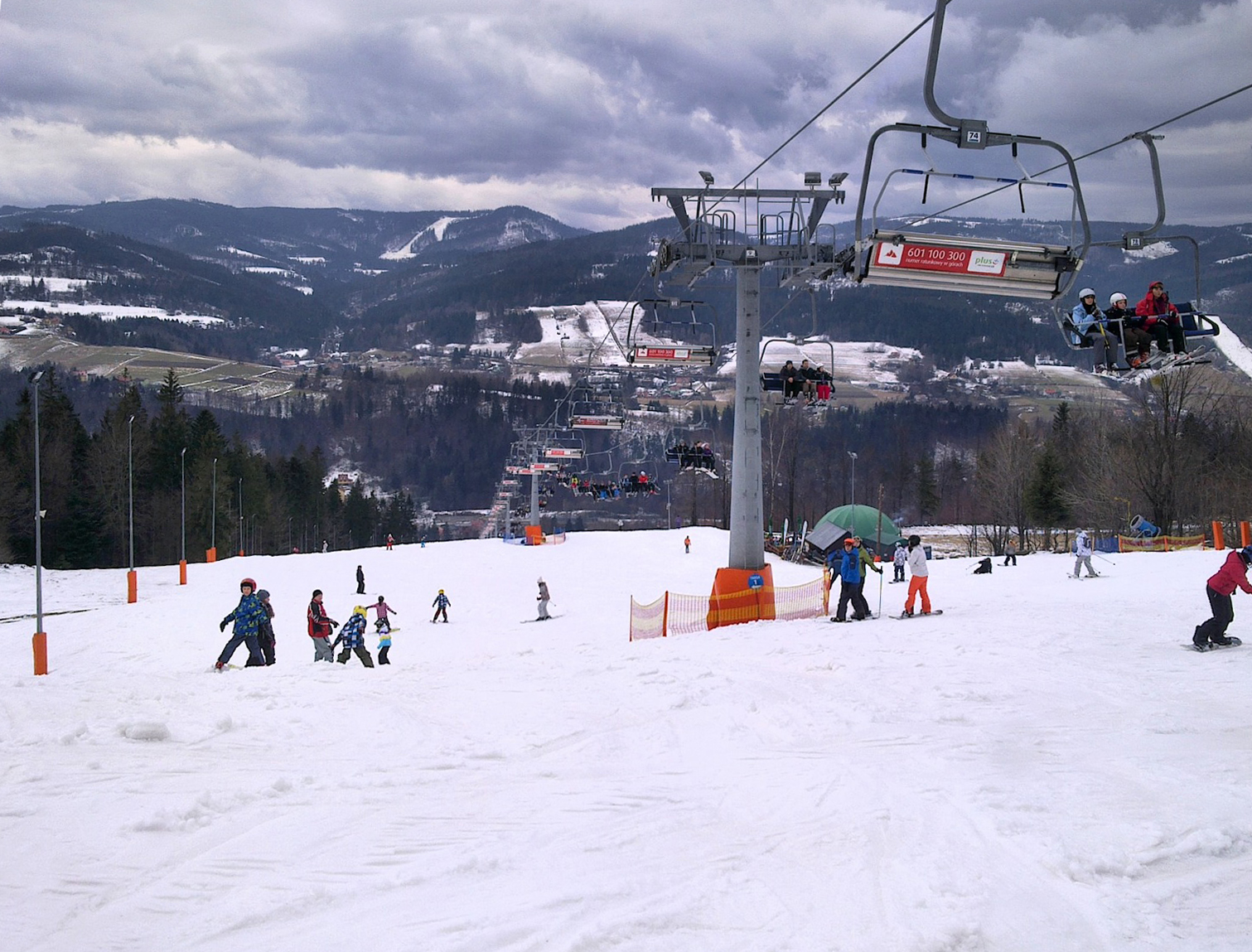
Lyžaři na sjezdovce v Polsku

Sjezdovka (sjezdová trať) je svah pokrytý sněhem používaný k rekreačnímu nebo soutěžnímu sjezdovému lyžování nebo lyžařskému slalomu, snowboardingu či dalším zimním sportům. K této činnosti je využívána buď přirozená sněhová pokrývka nebo pokrytí umělým sněhem, vytvářené sněhovými děly. Některé sjezdovky a areály zimních sportů jsou využívány i mimo zimní sezónu, například pro sjezd na horských kolech.
Umělá sjezdovka je obvykle označení takové sjezdovky, která je místo sněhu pokryta speciálními „kartáči“ umožňujícími sjezd i při letních teplotách a tedy celoroční provoz.

## Infrastruktura
U sjezdovek bývá často k dispozici doprovodná infrastruktura v podobě vleků, sedačkových, kabinových či jiných lanovek, které mají za cíl vyvézt uživatele na vrchol a umožňovat tak opakované sjíždění. Pro úpravy povrchu lyžařských tratí se používá sněžná rolba vybavená radlicí a speciálním přívěsem na srovnávání povrchu sněhu. Sjezdovky lze zasněžovat také umělým sněhem pomocí sněhových děl (stacionárních nebo pohyblivých), v takovém případě však musí podél sjezdovky existovat dostatečně dimenzovaný rozvod vody a v blízkosti sjezdovky se pak obvykle vyskytuje vodní nádrž s dostatečnou zásobou vody.
K dopravě do horských středisek nebo k vrcholům kopců slouží také skibusy – autobusové linky s vozy speciálně upravenými pro přepravu lyžařů s lyžemi. Obvykle bývá u sjezdovek i možnost občerstvení. Horská střediska často uvádějí množství kilometrů sjezdovek v blízkém okolí střediska jako ukazatel rozlehlosti a významnosti střediska.
V České republice platí česká technická norma ČSN 01 8027 Značení a zabezpečení v zimním středisku. Je účinná od ledna 2009 a nahradila předchozí československou ČSN stejného čísla z roku 1989. Na Slovensku platí STN 01 8027 Označovanie a zabezpečovanie lyžiarskych tratí a trás.
ČSN 01 8027 popisuje doporučené způsoby zabezpečení zdrojů „atypického nebezpečí“. Jsou to varovné signální značky, bezpečnostní matrace a sítě, vymezovací sítě, odstranění zdrojů nebezpečí a v krajním případě uzavření tratě.

## Značení na sjezdovce
ČSN 01 8027 uvádí vzor označení obtížnosti sjezdovky a dále značky určené pro sjezdové tratě:
- Výstražné piktogramy, žlutá obdélníková tabulka s černým potiskem piktogramu orámovaného trojúhelníkem stojícím na základně, pod trojúhelníkem je zpravidla nápis. Příklady značek:
  - Pozor! Nebezpečí (symbol vykřičníku)
  - Pozor! Strmá trať (symbol vykřičníku, text Strmá trať)
  - Pozor! Křížení (symbol x)
  - Pozor! Křížení se sjezdovou tratí (symbol x, pod trojúhelníkem symbol sjezdaře)
  - Pozor! Křížení s běžeckou tratí (symbol x, pod trojúhelníkem symbol běžkaře)
  - Pozor! Křížení s vlekem (symbol x, pod trojúhelníkem symbol osoby jedoucí na vleku)
  - Pozor! Křížení s cestou (symbol x, pod trojúhelníkem symbol osobního automobilu z čelního pohledu)
  - Pozor! Rolba v provozu (piktogram rolby v šikmé poloze, pod trojúhelníkem trojjazyčný nápis)
  - Pozor! Rolba na laně (piktogram rolby na laně, pod trojúhelníkem trojjazyčný nápis)
  - Pozor! Zasněžování (piktogram sněžného děla, pod trojúhelníkem trojjazyčný nápis Umělé zasněžování)
- Příkazové piktogramy, modré obdélníkové tabulky s bílým potiskem piktogramu orámovaného kružnicí nebo čtvercem, pod ním nápis. Uvedené příklady:
  - Utvořte čtveřice
  - Kontrolní zóna
  - Jezdicí pás
- Zákazové piktogramy, bílé obdélníkové tabulky s potiskem černého piktogramu orámovaného červenou kružnicí s přeškrtnutím, pod ní černý nápis. Uvedené příklady
  - Nekřižte trasu vleku
  - Zákaz houpání na sedačce
  - Je to také váš les
  - Zákaz lyžování
- Informační piktogramy, čtvercové tabulky se zeleným nebo modrým podkladem a bílým piktogramem a orámováním. Příklady: symbol sedačkové lanovky, vleku, telefonu.
- Dále obsahuje norma vzory značek pro označení uzavřené trati, provozní doby a poslední jízdy, střediska první pomoci, stanoviště tísňového volání nebo horské služby, nebezpečí lavin, nebezpečí pádu, rozsedlina, provoz sněžných skútrů atd.

## Obtížnost sjezdovek

Evropské rozdělení sjezdovek

Obtížnost sjezdovek se v Evropě většinou vyjadřuje barvou sjezdovky. Barva se volí podle nejnáročnější části sjezdovky.
- zelená sjezdovka – toto značení úplně nejjednodušší sjezdovky se používá například ve Francii.[1] V České republice není obvyklé.
- modrá sjezdovka – jedná se o jednoduchou sjezdovku, která je určena především dětem, slabším lyžařům a starším lidem. Její sklon je nejmírnější, což zaručuje nejnižší rychlost a maximální kontrolu jízdy. Velké množství začátečníků však paradoxně vede k tomu, že na těchto sjezdovkách bývá procento úrazů velmi vysoké.[2]
- červená sjezdovka – má větší sklon a umožňuje tak docílit vyšší rychlosti lyžaře
- černá sjezdovka – patří mezi nejobtížnější, doporučuje se pouze zkušeným lyžařům

ČSN 01 8027 přiřazuje obtížnostem zároveň i čísla: modrá (lehká, se sklonem do 25 %) trať má číslo 1, červená (středně těžká, se sklonem do 40 %) číslo 2 a černá (těžká) má číslo 3.
V USA kombinují barvy s obrazci: 
- zelený kruh: nejlehčí sjezdovka

Americké rozdělení sjezdovek

- modrý čtverec: středně obtížná sjezdovka, o něco těžší dva modré čtverce
- černý kosočtverec („diamant“): těžká sjezdovka, dva nebo tři diamanty značí větší obtížnost.

## Pravidla provozu
ČSN 01 8027 obsahuje Pravidla chování pro lyžaře, vydaná Mezinárodní lyžařskou federací FIS. Technické normy samy o sobě nemají obecnou právní závaznost a žádný právní předpis závaznost těchto pravidel přímo nevyhlašuje. Usnesení Nejvyššího soudu České republiky ze dne 23. 2. 2005, sp. zn. 25 Cdo 1506/2004 však obsahuje právní větu: „Pravidla chování pro lyžaře, vydaná Mezinárodní lyžařskou federací FIS, nejsou obecně závazným právním předpisem, avšak pro lyžaře na sjezdové trati jsou závazná a jejich porušení představuje porušení právní povinnosti předcházet vzniku škod.“

## Nejdelší sjezdovky v ČR[6]
1. Rondo (Klínovec, Krušné hory); 5 200 m
2. Slamník - areál U Slona (Dolní Morava, úpatí Králického Sněžníku); 3 700 m
3. Šerák – Ramzová (Ramzová, Jeseníky); Délka tratě: 3 381 m
4. Turistická Modrá (Rokytnice nad Jizerou, Krkonoše); 3 185 m
5. Ford Černohorská (Janské Lázně, Krkonoše); 3 057 m
6. Hřebenovka (Kouty nad Desnou, Jeseníky); 3050 m
7. Jáchymovská (Klínovec, Krušné hory); 2 950 m
8. Vyhlídková (Herlíkovice, Krkonoše); 2 800 m
9. Turistická Modrá (Svatý Petr, Špindlerův Mlýn, Krkonoše); 2 700 m
10. Pod Kabinou (Janské Lázně, Krkonoše); 2 600 m
11. Červená FIS, (Rokytnice nad Jizerou, Krkonoše); 2 543 m
12. Medvědín – Červená (Medvědín, Špindlerův Mlýn, Krkonoše); 2 300 m